# 鳥蛤亞科
鳥蛤亞科（學名：Cardiinae），亦作鳥尾蛤亞科，是軟體動物門雙殼綱鳥蛤目鸟蛤科之下的一個亞科。
根據《中国动物志•无脊椎动物》(第48卷，2012年)及WoRMS，本亞科包括下列五個屬：
- Acanthocardia J.E. Gray, 1851
- Bucardium J.E. Gray, 1853
- 鸟蛤属 Cardium Linnaeus, 1758
- Dinocardium Dall, 1900
- 棘刺鸟蛤属 Vepricardium Iredale, 1929[2]
  - 亚洲鸟蛤 Vepricardium asiaticum (Bruguiere, 1789)
  - 镶边鸟蛤 Vepricardium coronatum (Spengler, 1786)
  - 多刺鸟蛤 Vepricardium multispinosum (Sowerby, 1841)
  - 中华鸟蛤 Vepricardium sinense (Sowerby, 1841)

《中国动物志》還包括有卵鸟蛤属（Maoricardium Marwick, 1944），但WoRMS認為這個屬的亞科地位未定。

## 外部連結
- Cockles （页面存档备份，存于）